# ترکیبات آلی مس
ترکیبات آلی مس یا ترکیبات اورگانوکاپر (به انگلیسی: Organocopper compound) دسته‌ای از ترکیبات آلی فلزی هستند که در آن اتم‌های کربن با مس پیوند شیمیایی برقرار کرده‌اند.علم مطالعه این ترکیبات در شیمی، به شیمی اورگانوکاپر معروف است.